# Princesse Bari
Princesse Bari est un roman de l'écrivain sud-coréen Hwang Sok-yong publié en 2007.

## Résumé
Bari est née en Corée du Nord. Elle a vécu à Chongjin, au bord de la mer, jusqu’à l’âge de six ans avec ses six sœurs, Jini, Soni, Mii, Jongi, Sooki, Hyuni, ses parents, sa grand-mère paternelle, et plus tard également avec son oncle, après que ce-dernier a fini son service militaire. Elle aurait pu ne pas vivre longtemps, car son père, désespéré de n’avoir que des filles, avait déjà tenté d’éliminer ses dernières sœurs aînées à leur naissance. Sa grand-mère lui donna le nom de Bari, en référence à la légende de la princesse Bari. Comme sa grand-mère et la grand-mère de celle-ci, une chamane, Bari communique parfois avec des esprits de personnes ou d’animaux morts, mais également avec sa chienne Hindung. La chienne, un pungsan au pelage blanc, mit bas un jour sept chiots et in extremis la famille en garde un, Chilsong, avec lequel Bari peut communiquer. Le père de Bari, parlant couramment russe et chinois, est promu à un poste à responsabilité au poste frontière sino-coréen de Musan. Là-bas, ils retrouvent un oncle qu’ils nomment tonton Loche, effectuant du commerce avec la Chine, située de l’autre côté du Tumen. C’est lorsqu’ils vivaient à Musan que Kim Jong-il, le « Père de la Nation », est décédé. Les années suivantes furent difficiles pour la population : la météo ayant été désastreuse plusieurs années de suite, une famine a commencé à ravager le pays. La famille de Bari se trouva un peu à l’abri de la faim grâce à la position privilégiée de son père et aux allées et venues de tonton Loche. Beaucoup de Coréens fuirent cependant vers le nord, en Chine, à la recherche d’une vie meilleure. C’est le cas de leur oncle qui disparaît en laissant derrière lui ses dettes. Cet acte plonge la famille dans une situation délicate. Bientôt, le père de Bari perd son travail, sa mère et quelques sœurs qui ne sont pas encore mariées ou au service militaire sont envoyées dans un camp de travail, et finalement, avec l’aide de tonton Loche, Bari fuit avec son père, sa grand-mère, sa sœur aînée d’un an Hyuni et leur chien Chilsong de l’autre côté du Tumen. Ils dorment dans une cabane sur les terres d’une famille de paysans, mais sont bientôt obligés de partir se réfugier dans la montagne, dans un abri creusé à même le sol, afin d’éviter la police qui chasse de plus en plus vivement les migrants coréens. Au cours de l’hiver, Hyuni perd la vie, puis le père de Bari s’en va tenter de retrouver les autres membres de la famille, restés en Corée. Mais il ne reviendra pas. Enfin, au printemps, c’est la grand-mère de Bari qui décède. 
La jeune fille décide de partir à son tour à la recherche de sa famille restée en Corée du Nord. En chemin, Chilsong est brûlé vif dans un incendie de forêt provoqué par les paysans affamés tentant de transformer la forêt en terres agricoles. Bari revient en Chine où, avec l’aide d’oncle Loche, elle trouve une place dans une maison de massage. Là, elle se lie d’amitié avec Shang, une collègue, et Zhou, son mari. Tous trois déménagent à Dalian où Zhou, en association avec Chen, un ami à lui, tente de monter un salon de massage. Cependant, Chen ayant eu affaire à la pègre et ne remboursant pas sa dette, Zhou, Chang et Bari décident de partir clandestinement pour la Grande-Bretagne afin d’éviter le racket de la pègre. Malheureusement, les choses ne tournent pas à leur avantage. Zhou est empêché de monter à bord du navire, et Chang et Bari doivent transiter à fond de cale avec d’autres clandestins dans des conditions inhumaines. Tous sont victimes de la barbarie des marins sans scrupules n’hésitant pas à violer certaines de leurs passagères. Arrivés à Londres, Chang est confiée à une maison close et Bari à une maison de massage. Elles se perdent de vue. Par leur travail, elles doivent rembourser leur dette. Pour se loger, Bari partage une chambre avec Luna, une Chinoise, dans un bâtiment appartenant à un Indien, à Elephant and Castle. Le concierge, M. Abdul se montre très gentil avec les deux asiatiques, et leur permet même de rencontrer son petit-fils, Ali. Au salon de massage, Bari fait la connaissance de Sarah, qui la met en relation avec sa patronne, Madame Emily. Cette dernière, comme Bari, possède un don de médium, elle peut voir et échanger avec les fantômes. Dès lors, les deux femmes se retrouvent souvent dans la grande maison de la vieille dame. Quelque temps plus tard, Ali héberge Bari alors qu’une chasse aux clandestins est effectuée par l’administration britannique dans le quartier où celle-ci habite. Ceci contribue au rapprochement des deux jeunes gens qui finissent par se marier. 
Bari est parfaitement acceptée par sa belle-famille, bien que n’étant pas musulmane, et elle tombe enceinte. Après les attentats du 11 septembre 2001 et les réactions du monde musulman face à l’invasion de l’Irak et de l’Afghanistan par les États-Unis et leurs alliés, le frère d’Ali disparaît au Pakistan, alors qu’il est probablement parti s’engager comme combattant. Ali part sur les traces de son frère, et sa famille restée à Londres perd sa trace également. Bari donne naissance à une fille, Horriya Suni, alors qu’Ali n’est toujours pas revenu. Elle lui a donné un prénom faisant référence aux deux origines géographiques de ses parents. Elle sait qu’Ali est toujours vivant, puisqu’elle ne rencontre pas son fantôme. Elle retrouve Chang, devenue prostituée et l’accueille quelques jours chez elle. Alors que Bari est sortie pour laver son linge, Chang est censée garder la petite Suni. Mais lorsque Bari revient, elle retrouve son bébé mort, gisant au pied de l’escalier, à cause de la négligence de Chang qui n’était venue chez Bari que pour lui dérober ses maigres économies. Quelque temps plus tard, après des années d’emprisonnement à l’étranger, Ali réapparaît enfin. Il reprend son métier de taxi qu’il finit par abandonner pour ouvrir un kebab, ce qui lui permet, tout en subvenant aux besoins de sa famille avec un revenu fixe, de passer plus de temps avec elle. Bari tombe de nouveau enceinte. L’histoire se termine lorsqu’un attentat fait voler en éclats un bus. Bari et Ali s’éloignent de la scène attristés par le drame...

## Réception critique
Katie Saibara, dans l'International Examiner, a apprécié l'ouvrage, qui, selon elle, est une histoire de compassion extrême et de camaraderie. En 2013 lors de la sortie de la traduction française, André Clavel, écrit dans l'Express que ce livre narre « un calvaire sans pathos ». Pour Jacqueline Pétroz, sur France Inter deux ans plus tard, il s'agit d'un roman « foisonnant (...) surprenant, différent ».